# Gidon Sagi
Gidon Sagi (hebr.: גדעון שגיא, ang.: Gideon Sagi, ur. 17 sierpnia 1939 w Petach Tikwie) – izraelski polityk, w latach 1992–1996 poseł do Knesetu z listy Partii Pracy.

## Życiorys
Urodził się 17 sierpnia 1939 w Petach Tikwie, w stanowiącej wówczas brytyjski mandat Palestynie.
Służbę wojskową zakończył w stopniu majora. Ukończył studia na Uniwersytecie Hebrajskim. Był działaczem organizacji związkowej Histadrut, przewodniczył dwóm jej departamentom. Pracował w administracji publicznej.
W wyborach parlamentarnych w 1992 po raz pierwszy i jedyny dostał się do izraelskiego parlamentu. W trzynastym Knesecie zasiadał w trzech komisjach i przewodniczył podkomisji ds. ubezpieczeń. W kolejnych wyborach utracił miejsce w parlamencie.